# 布朗尼湖
布朗尼湖（英語：Brownie Lake）是位于美国明尼苏达州明尼阿波利斯亨内平县的一个自然湖，是明尼阿波利斯湖链（布朗尼湖、雪松湖、沿岛湖、卡尔洪湖、哈里埃特湖）中最北的一个湖。目前该湖周围修建了布朗尼湖公园，隶属于明尼阿波利斯公园与休闲地委员会管理。

## 水文情况
布朗尼湖是一个不完全对流湖，这就意味着湖中的水可以分为两层。每层水都具有不同的物理和化学性质，并且它们在春季和秋季不会像北温带地区的其他湖泊那样混合在一起。它是明尼阿波利斯两大自然水域之一，另一处为斯普林湖（Spring Lake）。化变层将湖泊水分为含有溶解氧的顶层水和缺氧的底层水体。布朗尼湖没有自然流入量，但湖周围有六个地点用于接收雨水地下径流。水通过连接布朗尼湖和雪松湖的运河流出，雪松湖在水文上与沿岛湖和卡尔洪湖相连接。
布朗尼湖一个显著特点就是富含高浓度溶解铁，从历史上来讲，溶解铁在湖底的含量为1－2毫摩尔/升，而现今的含量仍然超过1毫摩尔/升。